# Farha (filme)
Farha (em árabe: فرحة, Farḥa) é um filme de drama histórico dirigido por Darin J. Sallam, com o roteiro coescrito com Deema Azar. O filme é uma história de amadurecimento sobre a experiência de uma garota palestina durante a Nakba. Ele estreou no Festival de Cinema de Toronto em 14 de setembro de 2021 e começou a ser exibido na Netflix em 1º de dezembro de 2022.

## Elenco
- Karam Taher como Farha
- Ashraf Barhom como Abu Farha
- Ali Suliman como Abu Walid
- Tala Gammoh como Farida
- Sameera Asir como Um Mohammad
- Majd Eid como Abu Mohammad
- Firas Taybeh como Abu Farida

## Produção

### Desenvolvimento
Farha é o primeiro longa-metragem da diretora e roteirista jordaniana, Darin J. Sallam. Sallam, cuja família fugiu da Palestina para a Jordânia em 1948, disse que o filme é baseado na história real de Raddiyeh, uma amiga de sua mãe que relembrou sua experiência quando jovem durante a Nakba, após anos vivendo como refugiada na Síria. Sallam começou a trabalhar no roteiro em 2016 e, em 2019, decidiu que era hora do projeto sair das páginas. Porém, ela não tinha um roteiro finalizado, mas apenas um esboço vago das cenas que fariam parte do longa.
O filme foi produzido pela TaleBox, com sede na Jordânia, e coproduzido pela Laika Film & Television e Chimney, ambas com sede na Suécia. O filme também recebeu financiamento de pós-produção do Red Sea International Film Festival, realizado na Arábia Saudita. Deema Azar e Ayah Jardaneh são creditadas como produtoras junto com William Johansson Kalén como coprodutor.